# Emmanuel Ekong
Emmanuel Ekong, född 25 juni 2002, är en svensk fotbollsspelare som spelar för Malmö FF. Hans far, Prince Ikpe Ekong, är en tidigare fotbollsspelare.

## Karriär
Den 8 januari 2025 värvades Ekong av Malmö FF, där han skrev på ett femårskontrakt.